# Immortal (band)
 For alternative betydninger, se Immortal. (Se også artikler, som begynder med Immortal)
Immortal er et af de mere kendte black metalbands fra Bergen i Norge. Bandet begyndte at spille musik i 1989 under navnet "Amputation", og spillede i sin tid dødsmetal. Immortals første fuldlængdeudgivelser var af stil traditionel black metal, men med deres anerkendte album At the Heart of Winter, begyndte de at eksperimentere med en kompleks fussion af sortmetal og tysk thrash metal. Resultatet var en stil, der karakteriserede Immortals senere værker. Immortal har været inspirationskilde for mange moderne heavy metal-musikere; bandets grundlæggere, Abbath og Demonaz, har opnået legendarisk status på den skandinaviske heavy metal-scene.

## Biografi
"Amputation" indspillede deres første to demoer i 1989 med Demonaz Doom Occulta og Jorn Tunsberg på guitar, Abbath Doom Occulta på bas og vokal, samt Armagedda på trommer. Gruppen skiftede navn til "Immortal" omkring år 1991. Deres tredje demo, Unholy Forces of Evil, undergik et stilskift til traditionel sortmetal og anskaffede Immortal en pladekontrakt. Tunsberg spillede mange af guitardelene på Immortals første album Diabolical Fullmoon Mysticism, men er ikke officielt blevet anerkendt herfor. Han optrådte senere i bandet Hades Almighty.
Gradvist opnåede Immortal en umådelig popularitet i undergrunden, og de udgav adskillige højtanerkendte plader hos det franske pladeselskab Osmose. I modsætning til mange andre sortmetalbands, var Immortals lyriske tema ikke baseret på satanismen, men omhandlede i stedet et imaginært kongerige kaldet Blashyrkh, hvor en eponym frostravnegud regerer. Deres bedste præstation i denne bandets tidligere periode er muligvis albummet Pure Holocaust, der efter udgivelsen skulle blive en milesten, der var med til at definere genren.
I 1995 udgav bandet gennem Osmose Productions to videooptagelser kaldet "Masters of Nebulah Frost" instrueret af britten David Palser. Disse bød på flere sælsomme billeder af frosne landskaber og store skove. Disse optagelser er blevet som skabeloner for mange andre bands, der producerer lignende værker.
De to kernemedlemmer Abbath og Demonaz var ikke i stand til at sammensætte en stabil musikerliste før år 1996, da trommeslageren Horgh blev medlem af bandet. I 1997 undergik den primære sangtekstforfatter og guitarist Demonaz en armskade, der ikke tillod ham at fortsætte med at spille. Han fortsatte imidlertid med at skrive ny musik og bestyrede samtidig bandet, mens bassisten Abbath overtog arbejdet på guitaren. I år 2000 underskrev Immortal en pladekontrakt med det tyske pladeselskab Nuclear Blast; Dette skift til et mere prominent pladeselskab havde dog ingen indflydelse på bandets stil, hvilket de beviste med deres seneste album, Sons of Northern Darkness.
Immortal besluttede sig for at skilles i løbet af sommeren i år 2003 af personlige grunde. I midten af oktober 2005, genforenedes Abbath, Demonaz og den oprindelige trommeslager Armagedda imidlertid, og sammen med tidligere Gorgorothbassist King og Enslaveds guitarist Arve Isdal, begyndte de at arbejde på et nyt projekt, der går under navnet "I". Dette nye band udgav deres debutalbum Between Two Worlds i november 2006.
I juni 2006 blev det i et interview til det tyske musikmagasin Rock Hard bekendtgjort, at Abbath og Horgh endnu en gang ville genoplive Immortal. Måneden efter meddeltes det, at Immortal ville genforenes for at spille en række koncerter i sommeren, 2007, herunder som hovednavn til dette års Wacken Open Air. Efter genforeningen kom forlydender om, at Immortal atter ville gå i studiet for at optage nyt materiale og disse bekræftedes af Demonaz i et interview med Eternal Terror. Apollyon, der fungerede som bassist under gruppens seneste koncerter, er nu også officielt medlem af gruppen.

## Andre bemærkninger
- Pure Holocaust, Battles In The North og Blizzard Beasts blev optaget med Demonaz på guitar og Abbath på bas, vokal og trommer (trods det faktum at Grim modtog anerkendelsen for trommerne på Pure Holocaust).
- Hellhammer (fra Mayhem) tilbød at blive medlem af bandet i 1995, men Abbath og Demonaz takkede nej.
- Trommeslageren Grim begik selvmord den 14. oktober 1999.

## Diskografi

### Studiealbum
- 1992: Diabolical Fullmoon Mysticism
- 1993: Pure Holocaust
- 1995: Battles in the North
- 1997: Blizzard Beasts
- 1999: At the Heart of Winter
- 2000: Damned in Black
- 2002: Sons of Northern Darkness
- 2009: All Shall Fall
- 2018: Northern Chaos Gods

### Ep'er
- 1991: Immortal

### Livealbum
- 2005: Live at BB Kings Club New York 2003 (dvd)

### Splitalbum
- 2000: True Kings of Norway (split med Ancient, Arcturus, Dimmu Borgir og Emperor)

### Demoer
- 1991: The Northern Upins Death
- 1991: Promo '91 ("Suffocate")

### Videoalbum
- 1995: Masters of Nebulah Frost

## Bandmedlemmer

### Primære medlemmer
- Abbath Doom Occulta (Olve Eikemo) – Vokal, bas, guitar, keyboard, trummer og sangtekster – (1991-2003) (2006 - 2015)
- Demonaz Doom Occulta (Harald Nævdal) – Guitar og sangtekster (og efter sin skade tekstforfatter og bandbestyrer) – (1989-1997) (2015- til i day)
- Iscariah (Stian Smørholm) – Bas – (1999-2002)
- Horgh (Reidar Horghagen) – Trommer – (1996-2003) (2006 -til i day)
- Armagedda – Trommer – (1989-1992)

### Andre medlemmer
- Saroth (Yngve Liljebäck) – Bas (kun live) – (2002-2003)
- Ares – Bas (kun live) – (1998)
- Hellhammer (Jan Axel von Blomberg) – Trommer (kun live) – (1995)
- Grim (Erik Brødreskift) – Trommer (kun live) – (1993-1994 døde i 1999)
- Kolgrim – Trommer (kun på demoer) – (1992)
- Jörn Tonsberg – Guitar (Kun på demoer) – (1989-1991)
- Apollyon (Ole Jørgen Moe) – bass (2006–2015)